# Fabronia lachenaudii
Fabronia lachenaudii är en bladmossart som beskrevs av Ferdinand François Gabriel Renauld 1902. Fabronia lachenaudii ingår i släktet Fabronia och familjen Fabroniaceae. Inga underarter finns listade i Catalogue of Life.